# Kasteel Lagendal

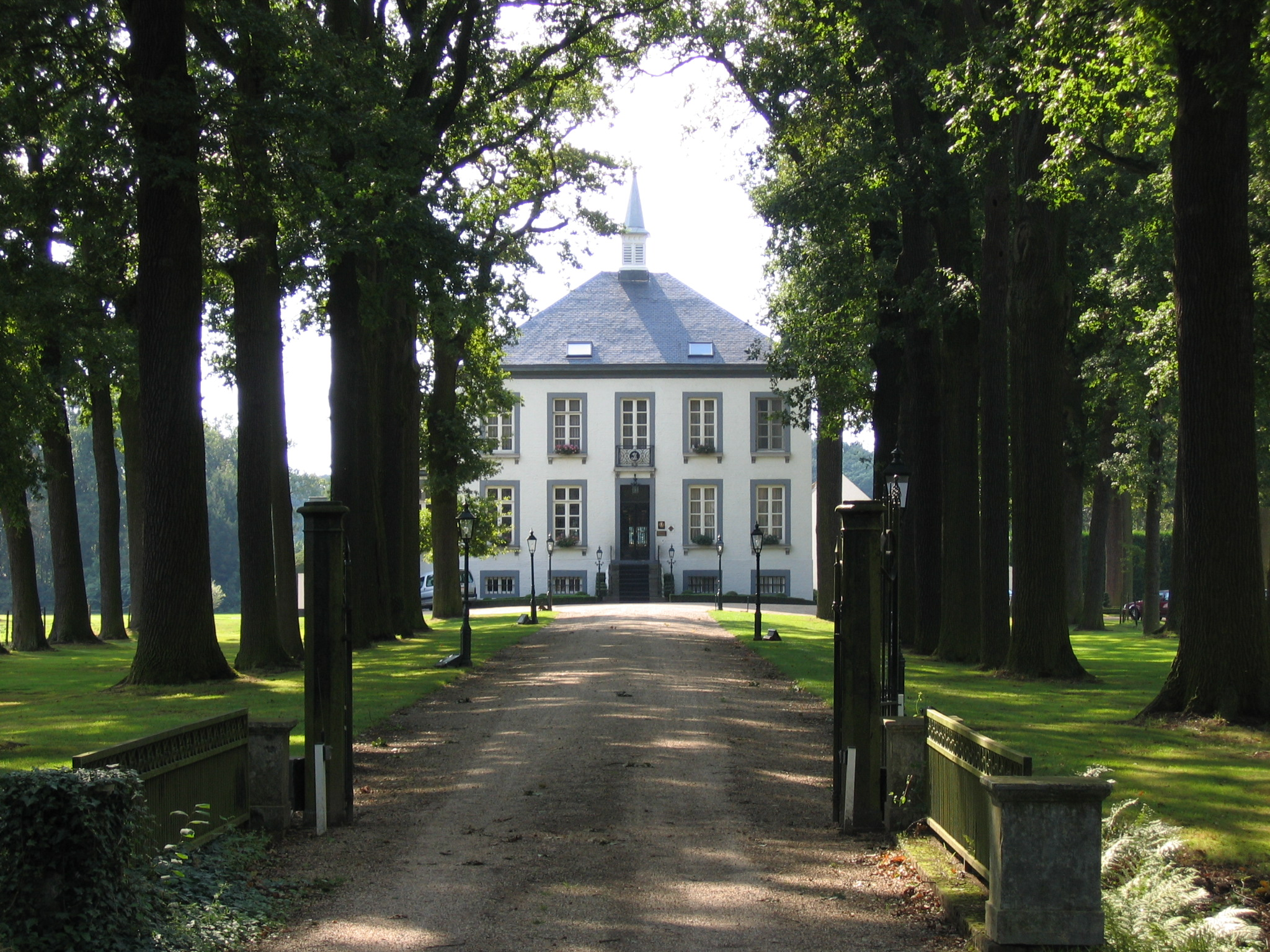
Kasteel Lagendal in 2004

Kasteel Lagendal is een kasteel in Lummen. Het kasteel wordt 'Lagendal' genoemd omdat het gelegen is op het laagste punt van de gemeente Lummen. Het kasteel dateert uit 1850 en werd als jachtpaviljoen opgetrokken voor de rijke Hasseltse jeneverstoker Paul Jacobs-Stellingwerff. In het neoclassicistisch kasteel was tot 2005 een exclusief restaurant gevestigd. In die hoedanigheid kreeg het kasteel de benaming Saint-Paul.
De huidige bewoners van het kasteel werken aan de renovatie van het kasteelpark, deels aangelegd in formele tuinstijl met een ronde vijver en strak geschoren buxushaagjes en deels in landschapsstijl met natuurlijk aandoende ronde dreven, glooiingen en boomgroepen. Het kasteelpark Lagendal wordt in 2008 voor het eerst voor het publiek opengesteld.